# エビ中++
『エビ中＋＋』（エビちゅうたすたす）はBSフジで2015年4月10日から2017年3月30日まで放送されていたバラエティ番組。全103回。番組開始から2016年3月25日までは毎週金曜0:00 - 0:30（木曜深夜）に放送、同月31日から最終回までは毎週木曜0:00 - 0:30（水曜深夜）に放送されていた。2017年4月5日からは私立恵比寿中学が中心として出演する『スター☆ベガス』としてリニューアル。

## 概要
私立恵比寿中学（以下「エビ中」）の冠番組。番組の趣旨や出演者などは、かつてTOKYO MXにて放送されていた「エビ中★グローバル化計画」の流れを汲んでいる。毎回異なるテーマを足していき、エビ中との化学反応を楽しむ。そのテーマは「インド人」や「バーベキュー」など多岐に渡る。また、特別編として、エビ中ライブ「ファミえん」や「自習」などに独占密着し、舞台裏にも迫る。さらに、エビ中のゲーム化を目指したプロジェクトや、エビ中の妹分「桜エビ〜ず」の結成からイベントの様子までを追った企画なども随時行われる。

## 出演者
レギュラー
- 私立恵比寿中学（真山りか・安本彩花・廣田あいか・星名美怜・松野莉奈[2]・柏木ひなた・小林歌穂・中山莉子）- このうち代表1名が「日直」としてMCを担当する。星名・松野・柏木・小林はスケジュールや体調不良の関係で、欠席したことがある。また、最終回直前の第102回と最終回の第103回は、メンバー全員VTRのみの出演となった。
- 流れ星（ちゅうえい・瀧上伸一郎）- 主にエビ中のサポート担当。瀧上は日直メンバーと共にMCを務めることもある。

第56回「エビ中365分の1日」、第65回「小林歌穂生誕ソロライブSP」、第68回～第70回「真夏のライブ祭り（春ツアーFINAL・安本彩花SP・松野莉奈SP）」、第84回・第85回「ライブSP（中山莉子SP・星名美怜SP）」、第90回「真山りか生誕ソロライブSP」、第97回「廣田あいか生誕ソロライブSP」は出演せず。
準レギュラー・不定期出演
- 尾形回帰 - ロックバンドHEREのボーカル。番組内では、特に決まった役職などは無く、エビ中メンバーとは弄り弄られの関係である。初回からレギュラー出演していたが、第47回にて一旦卒業。その後は「エビ中 作詞家への細道」や、第73回～第75回の「裁判」での弁護士役などでゲスト出演した。
- 佐野元哉 - 俳優。第15回「大学」にて架空の面接官役として初出演。その際、最年少・中山莉子に強いトラウマを残し、｢中山の因縁相手」の肩書きで、第59回・第60回では中山がリポーターを担当したドッグカフェの店長として再登場。さらに、第89回の「2016年10大ニュース」にも登場し、当の中山に加え、松野と「叩いて被ってじゃんけんぽん」に挑戦。これらの出演を機に佐野と中山は和解した。最終回直前の第102回にもゲスト出演。
- 秋山勝男 - 第28回～第30回「運動会」の開催地となった八王子市の八王子協会理事長。その独特なキャラクターが受け、第38回の「忘年会」、及び、第39回の「新年会」の乾杯の挨拶を任される。最終回の第103回にもVTR出演。
- 梅本・芝野・加藤 - ゲーム開発を主とするエンターテイメント株式会社「ナツメアタリ」の開発担当部社員。第10回「お誕生日会」より、コーナーのひとつ「エビ中ゲームクエスト」に不定期出演。エビ中初のゲーム化に着手。大人の事情により全員、動物の覆面を被って出演。
- 桜エビ〜ず（水春・川瀬あやめ・村星りじゅ・茜空・桜井美里・芹澤もあ）- エビ中の妹分グループ。番組内のコーナーのひとつ「桜エビ～ず前線」に不定期出演。初お披露目は第9回の「大慶園」（2015年6月4日放送当時、メンバーは4人）。

## 主な企画

### エビ中+◯◯
番組のメイン企画。毎回異なるテーマを設定し、それを軸に進めていく。基本は前編・後編と2週に分けて放送されるが、例外的に前・中・後の3週に分けたり、1週で完結する場合もある。番組開始当初は、タイトルのごとく足されるものも明確で、最後には実施結果なども報告されていたが、番組中盤～末期には本来の路線とはかけ離れていき、「～選手権」や「～決定戦」と銘打った企画が目立ち始めた。

### 桜エビ～ず前線
エビ中の妹分的グループ結成を目指して立ち上がったプロジェクトを番組独自に追跡。番組後半の「エビ中ゲームクエスト（後述）」や「エビ中 作詞家への細道（後述）」などが実施されない週に定期的に放送。概要でも触れているが、番組ではオーディションから密着取材しており、ライブの模様なども逐一伝えている。

### エビ中ゲームクエスト
エビ中初のゲーム化を目標に立案。初期は先述の「桜エビ～ず前線」とほぼ週替わりで、番組後半に放送されていた。毎回メンバーが4人ずつ不定期交代で担当する。コーナーが始まった当初は、メンバーがゲームの極意を学ぶべく「黒ひげ危機一髪」や「山手線ゲーム」などに挑戦し、最下位には罰ゲームを課すなど楽しみながらも厳しさを学んだ。その後、ナツメアタリ株式会社協力で、本格的にプロジェクトを始動。エビ中メンバーのデザイン案を参考にしつつ、スマホゲームアプリ「出撃！私立恵比寿中学 武装風紀委員会」を完成させた（現在は配信を停止している）。

### エビ中 作詞家への細道
「自分たちの曲を自分たちで作ってみよう」とのコンセプトのもと、実際に作詞を体験する。講師は元レギュラー出演していた尾形回帰。最終目標は「作詞：私立恵比寿中学」。放送期間中には実現は出来なかったが、番組終了の2年後に発売された6thアルバム「playlist」の9曲目に収録されている「HISTORY」は作詞：私立恵比寿中学となり、エビ中悲願の作詞家デビューを果たした。

## スタッフ
- ナレーター：桐井大介
- 構成：安田聡太、桜井すぺいし、川又唱史
- CAM：神尾淳
- AUD：椎根結花、村本達弥
- CGプロデューサー：加藤誠
- タイトルデザイン：森祥紀
- ヘアメイク：kind
- 広報：真田夏希(BSフジ)
- 編集：太田健二
- MA：川原崎智史
- 音効：明田悠依→東由美
- 協力：スターダストプロモーション、スターダスト音楽出版、浅井企画、スウィッシュ・ジャパン、麒麟スタジオ
- AD：中島裕子
- ディレクター：河野拓海、有馬周作、早川美緒、白川誠、平塚怜（以前は、AD）
- 総合演出：山野辺聖勝
- 制作プロデューサー：近藤岳志
- プロデューサー：柏村信輔(BSフジ)、大澤誠（SDR）
- ゼネラルプロデューサー：立本洋之(BSフジ)
- 著作制作：SDR、BSフジ